# 阎钢军
阎钢军（1958年—），山东诸城人，汉族，中华人民共和国政治人物、第十二届全国人民代表大会江西地区代表。
毕业于西安交通大学应用经济学专业。加入中国共产党。2013年，担任全国人大代表。